# Kornelia Ender
Kornelia Ender (Plauen, 25 oktober 1958) is een voormalig Oost-Duits zwemster. Ze werd in 1976 viervoudig olympisch kampioen en ze zwom 22 wereldrecords, 8 wereldtitels en 4 Europese titels bij elkaar. Ze was de eerste vrouw die onder de 57-, 56- en 55-secondengrens dook en had wereldrecords op 4 van de 5 slagen. Later werd bekend dat veel Oost-Duitse sporters doping (steroïden) toegediend kregen door de sportartsen, zonder dat de sporters daarvan op de hoogte waren. Met name de Amerikaanse Shirley Babashoff en de Nederlandse Enith Brigitha liepen daardoor gouden medailles mis.

## Biografie

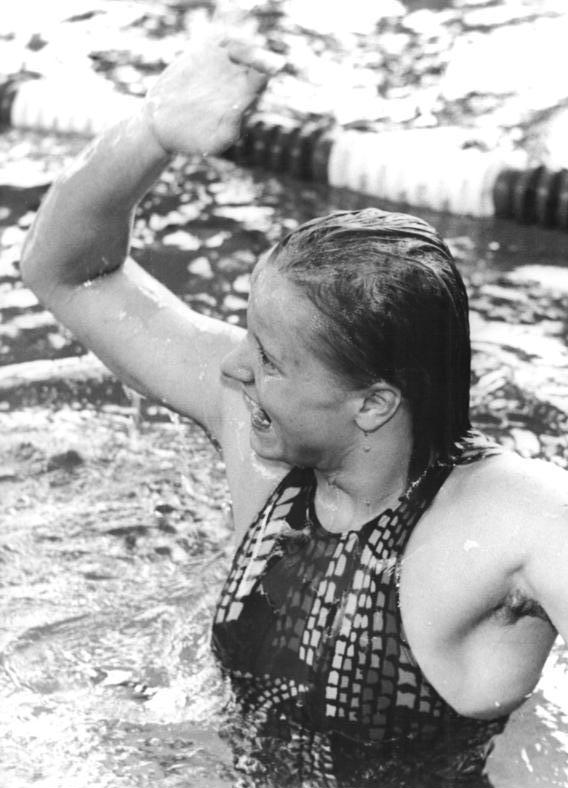
Kornelia Ender (1976)

Ender begon al op jonge leeftijd met zwemmen. Ze won als 13-jarige haar eerste olympische medailles op de Olympische Zomerspelen in München: drie zilveren medailles, inclusief één op de individuele 200 meter wisselslag waar ze vlak na de Australische Shane Gould aantikte. In 1976, na haar deelname aan de Olympische Zomerspelen in Montreal waar ze vier gouden en één zilveren medaille won, beëindigde ze haar zwemcarrière. Ender werd in 1981 opgenomen in de International Swimming Hall of Fame.
Al in 1973 werden er vraagtekens geplaatst bij de grote successen van de Oost-Duitse zwemsters: "Wat denkt men echter als een Italiaanse dokter van oordeel is, dat de spiervorming van Kornelia Ender niet vrouwelijk is en de spiervorming bij de andere meisjes bovenmatig. Dan valt het woord anabolica. Een vage beschuldiging, die niet - zeker vooralsnog niet - waar kan worden gemaakt." In 1991 erkende Ender dat de Oost-Duitse sportartsen haar indertijd vermoedelijk, zonder haar medeweten, doping toedienden. Haar medailles hoefde ze nooit in te leveren.
Ender was vanaf 1978 vier jaar gehuwd met mede-zwemmer Roland Matthes. In 1984 trouwde ze met oud-atleet Steffen Grummt. Ze heeft uit elk huwelijk een dochter. Kornelia Ender trachtte kort voor die Wende in 1989 naar het westen te vluchten, maar werd door haar vader verraden, een legerofficier die vreesde anders zijn pensioen te verliezen. Toen korte tijd later de Muur viel kon ze alsnog naar het westen gaan, waar ze in Mainz een praktijk voor fysiotherapie begon.
In 2016 maakte Andere Tijden Sport portretten van Kornelia Ender en Enith Brigitha in de aflevering Zwemmen tegen de bierkaai. In de aflevering ontmoetten ze elkaar en konden ze vrijelijk met elkaar praten. Dat was tijdens hun actieve loopbaan door de DDR verboden.

## Onderscheidingen (selectie)
- 1972: Vaderlandse Orde van Verdienste in Brons
- 1974: Vaderlandse Orde van Verdienste in Zilver
- 1976: Vaderlandse Orde van Verdienste in Goud
- 1973-1976: Oost-Duits Sportvrouw van het Jaar
- 1981: opname in de International Swimming Hall of Fame[4]

## Erelijst
- Olympische Zomerspelen: 4x , 4x
- Wereldkampioenschappen zwemsporten: 8x , 2x
- Europese kampioenschappen zwemmen: 4x

1912: Fanny Durack ·
1920: Ethelda Bleibtrey ·
1924: Ethel Lackie ·
1928: Albina Osipowich ·
1932: Helene Madison ·
1936: Rie Mastenbroek ·
1948: Greta Andersen ·
1952: Katalin Szőke ·
1956: Dawn Fraser ·
1960: Dawn Fraser ·
1964: Dawn Fraser ·
1968: Jan Henne ·
1972: Sandra Neilson ·
1976: Kornelia Ender ·
1980: Barbara Krause ·
1984: Nancy Hogshead/Carrie Steinseifer ·
1988: Kristin Otto ·
1992: Zhuang Yong ·
1996: Le Jingyi ·
2000: Inge de Bruijn ·
2004: Jodie Henry ·
2008: Britta Steffen ·
2012: Ranomi Kromowidjojo ·
2016: Simone Manuel/Penelope Oleksiak ·
2020: Emma McKeon ·
2024: Sarah Sjöström
1968: Debbie Meyer ·
1972: Shane Gould ·
1976: Kornelia Ender ·
1980: Barbara Krause ·
1984: Mary Wayte ·
1988: Heike Friedrich ·
1992: Nicole Haislett ·
1996: Claudia Poll ·
2000: Susie O'Neill ·
2004: Camelia Potec ·
2008: Federica Pellegrini ·
2012: Allison Schmitt ·
2016: Katie Ledecky ·
2020: Ariarne Titmus ·
2024: Mollie O'Callaghan
1956: Shelley Mann ·
1960: Carolyn Schuler ·
1964: Sharon Stouder ·
1968: Lyn McClements ·
1972: Mayumi Aoki ·
1976: Kornelia Ender ·
1980: Caren Metschuck ·
1984: Mary T. Meagher ·
1988: Kristin Otto ·
1992: Qian Hong ·
1996: Amy Van Dyken ·
2000: Inge de Bruijn ·
2004: Petria Thomas ·
2008: Libby Trickett ·
2012: Dana Vollmer ·
2016: Sarah Sjöström ·
2020: Margaret MacNeil · 
2024: Torri Huske
1960: Burke, Kempner, Schuler, von Saltza ·
1964: Ferguson, Goyette, Stouder, Ellis ·
1968: Hall, Ball, Daniel, Pedersen ·
1972: Belote, Carr, Deardurff, Neilson ·
1976: Richter, Anke, Pollack, Ender ·
1980: Reinisch, Geweniger, Pollack, Metschuck ·
1984: Andrews, Caulkins, Meagher, Hogshead ·
1988: Otto, Hörner, Weigang, Meißner ·
1992: Loveless, Nall, Ahmann-Leighton, Thompson ·
1996: Botsford, Beard, Martino, Van Dyken ·
2000: Bedford, Quann, Thompson, Torres ·
2004: Rooney, Jones, Thomas, Henry ·
2008: Seebohm, Jones, Schipper, Trickett ·
2012: Franklin, Soni, Vollmer, Schmitt ·
2016: Baker, King, Vollmer, Manuel ·
2020: K. McKeown, Hodges, E. McKeon, Campbell ·
2024: Smith, King, Walsh, Huske